# Gracia Montes
Gracia Cabrera Gómez, más conocida como Gracia Montes (Lora del Río, Sevilla, 1 de marzo de 1936-Sevilla, 2 de junio de 2022) fue una cantante española de copla andaluza y flamenco.

## Trayectoria artística

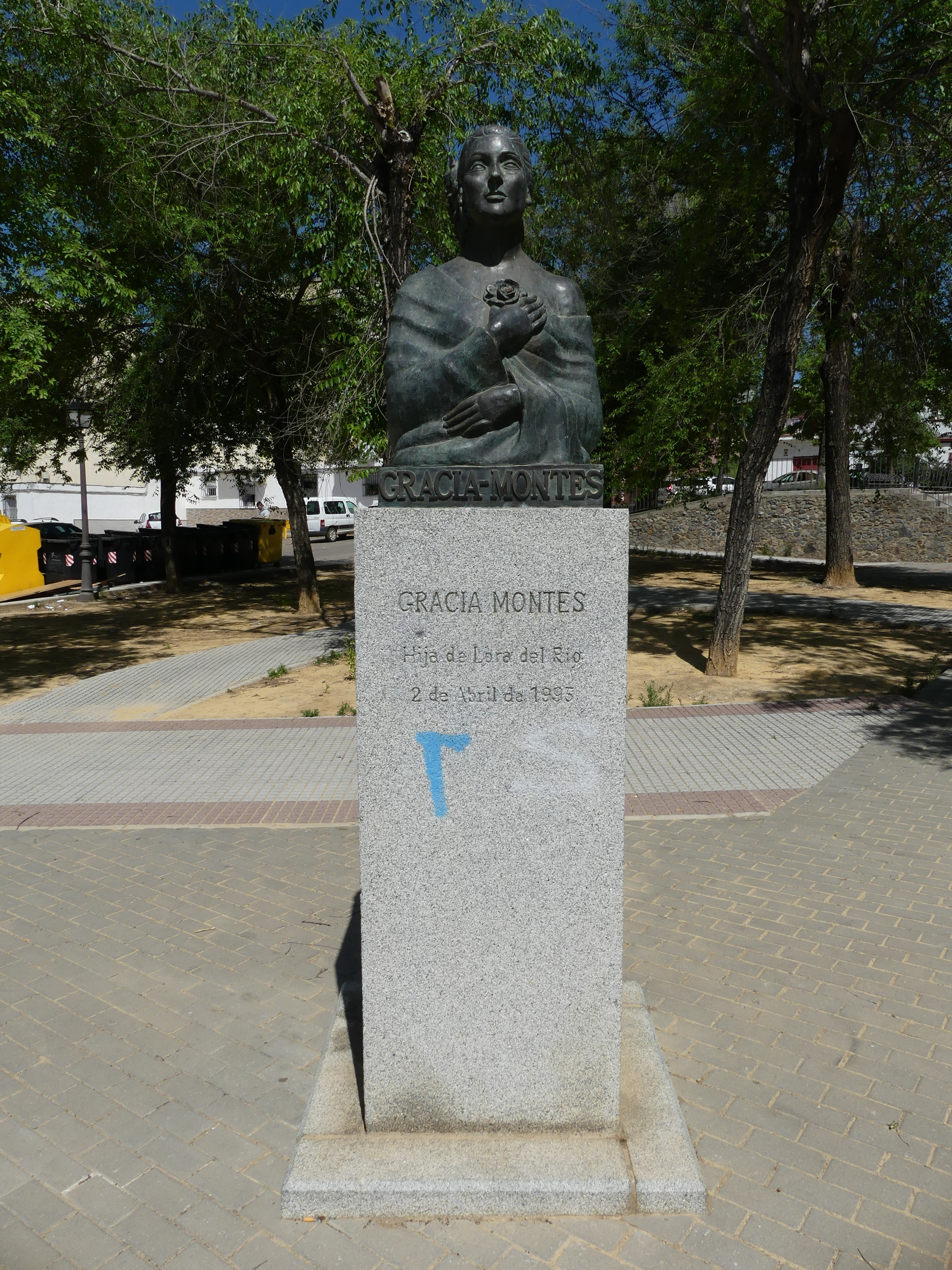
Monumento a Gracia Montes, de 1995, en la plaza con su nombre de Lora del Río.

Hija primogénita del matrimonio formado por José Cabrera Sánchez y Adela Gómez Mendoza, quienes también tuvieron tres hijos más: Encarnación, Juan y Manuel (futbolista profesional). Su debut teatral fue en 1953 con el espectáculo "La copla por bandera", en Madrid. Con sólo 17 años se presentó a las Galas Juveniles realizadas en el sevillano Teatro Cervantes, incorporándose a los espectáculos de diversas compañías, como la del cantaor Pepe Pinto y Pastora Pavón y en la de variedades de Mercedes Vecino y Los Gaditanos. Pastora, maestra del cante jondo, fue la primera artista que Gracia Montes escuchó. Por esta razón, algunos críticos de la época decían que la velocidad de su voz recordaba a la de la cantaora, así como la dolencia en su pellizco flamenco que tanto caracterizó su discografía.
A mediados de los años cincuenta, Gracita Montes realiza su primera grabación con el sello discográfico Columbia, un disco 'de pizarra' en el que se incluían las bulerías "La luna y el río" y "¿Será una rosa?", ambas escritas por Francisco de Val. Intervino en programas radiofónicos de los años cincuenta, como Conozca usted a sus vecinos, de Rafael Santisteban, o Cabalgata Fin de Semana, que dirigía Bobby Deglané. Gracia Montes interpretaba su éxito "¿Será una rosa?", unos fandangos: "Amor, ¿por qué no viniste, amor?" y "Camino del cielo". La grabación editada por Columbia de esta última difiere de la letra original escrita por el aragonés Francisco de Val.
El director Juan Antonio Bardem la contrata para su intervención en un largometraje que forma ya parte de la filmografía española, Muerte de un ciclista (1955), en el que interpreta el fandango "Amor, ¿por qué no viniste, amor?" (Fandangos de Huelva y Verdiales), pero incluyendo unos versos del fandango "Yo quisiera ser vaquero" de Pepe Pinto, grabando en directo para la película una versión distinta a la recogida en el disco original. Más tarde, el director José Luis Sáenz de Heredia la llama para su película Historias de la radio (1955). El director le propuso a Gracia Montes interpretar "¿Será una rosa?", pero su autor pidió a la productora una cantidad que esta no vio oportuna. Por ello, finalmente, Gracia Montes interpretó unos cantos de Almonte que también habían sido acogidos con gran aceptación: "La Romera", escritos por un trío que se había interesado por la voz de Gracia Montes: Ochaíta, Valerio y Solano. Este trío de compositores también escribirían para ella las granadinas "Coplas del chapinero", "Una rosa colorá", "¡Habla con los ojos..!" o el pasodoble marinero "Cariá la Sanluqueña".
Desde las ondas fue descubierta por el cazatalentos José Brageli, que lo era de figuras del espectáculo como Paquita Rico, Curro Romero o Mikaela. Lanzada con el nombre artístico de Gracia Montes, se presentó ante el público andaluz con el espectáculo La Rosa de Andalucía, con libreto de Ochaíta, Valerio y Solano. Como espectadores de excepción estaban en el abarrotado Teatro San Fernando Rafael Gómez "El Gallo", Juan Belmonte, La Malena o Pastora Pavón y su esposo Pepe Pinto. Todos coincidían en que la cantante tenía una voz distinta. Después llegó el espectáculo Coplas al viento, con el que recorrió toda España. Allí compartía escenario con la recitadora Gabriela Ortega, con creaciones de Ochaíta, Valerio y Solano.
Inició un retiro del mundo del espectáculo cuando le había llegado el éxito, permaneciendo nueve años fuera de su carrera profesional por motivos sentimentales. El año 1965 marca un hito en su vida personal y artística. Tras su ruptura amorosa, vuelve con La rosa de las marismas, original de Ochaíta, Valerio y Solano, que dirigía la orquesta, con gran éxito en el Teatro San Fernando de Sevilla. A esta época pertenecen temas como los himnos "Sevilla lleva el compás", "La niña de Punta Umbría", "La lumbre de tu cigarro", "Palabritas en el viento", "Los tientos míos" o las sevillanas rocieras que daban nombre al espectáculo. Para Gracia Montes fueron ideadas por estos mismos autores la rumba flamenca "No me des guerra" y la popular zambra "Tengo miedo". Pero por diferentes motivos desconocidos, Gracia no llegó a grabarlas en disco, ni tan siquiera las incluyó en el repertorio que formaba parte del espectáculo con el que regresó en 1965. Ambas creaciones fueron registradas por Rocío Jurado. Pertenecía al citado espectáculo una zambra titulada: "A otra cosa, compañero"; sus versos deshojaban su propia vida. También cantaba "Tú eres un hombre bueno", un tema andaluz de corte clásico, o fandangos de Huelva y verdiales de remate "Era un pecado de amor" o la magistral rumba "Sin pensarlo".
Grabó en 1966 dos discos de 45 r.p. m., ambos escritos por Ochaíta y el maestro Solano. En uno de ellos incluyó temas como "¡Ese día..!" y "Tus brazos me han detenido". El otro disco recogía cuatro saetas dedicadas a hermandades de Sevilla, con un quejío flamenco y un toque justo para este palo. En 1967 volvió a grabar el tema que la elevó al estrellato: "¿Será una rosa?", esta vez cambiaba la orquestación por una guitarra, palmas y jaleos. En este mismo disco se incluye otro de sus más importantes éxitos: "¡Viajera..!, escrita por Francisco de Val. Un año más tarde Gracia Montes lleva al disco otro de sus más conocidos temas, "Maruja Limón", una rumba flamenca escrita por Quintero, León y Quiroga. También incluyó unas bulerías dedicadas a su Lora del Río, que se titularon "De Lora, ¡y olé!", de los mismos autores.
Siguiendo la línea más clásica de la canción andaluza, en 1968 graba un disco escrito por Rafael de León y el maestro Quiroga. Interpreta "Me da miedo de la luna", un romance andaluz que con anterioridad habían grabado Concha Piquer, Estrella Castro o Miguel de Molina. Seguidamente, graba otro disco con cuatro rumbas flamencas. Una de ellas logró una gran aceptación: "Moscatel", dedicada a Chipiona, localidad gaditana en la que veraneaba. Por estas fechas, cuando aún vivía entre Madrid y Barcelona, la cantante realiza para TVE un programa que se tituló Luces en la noche. En él interpreta éxitos cosechados por la artista: "Maruja Limón", "La lumbre de tu cigarro", "Moscatel".
A principios de la década de los setenta, en 1972, graba un LP que llevaba por título su nombre artístico, "Gracia Montes" (Columbia). Incluye un poema de Rafael de León al que puso música el maestro Solano, llamado "Poema de mi soledad"; una canción andaluza escrita por los mismos autores, "Romero"; una canción bolero titulada "Pídele a Dios", escrita por Armando Manzanero, y varios temas de Manuel Alejandro. Hay que destacar también la canción de amor "Primavera en otoño" y un tema que dedicó a su madre, tan querida por Gracia Montes, "Esa mujercita".
En 1974 edita un LP íntegro de sevillanas: "Lo mejor de Sevilla". Le canta al torero Diego Puerta y al boxeador Pedro Carrasco. Asimismo recorre Málaga y Sevilla, paseando por la cuna de los Quintero para quedarse en Lora del Río. Seguidamente lanza bajo el mismo sello discográfico un álbum que incluye una rumba flamenca escrita por Rafael de León y Juan Solano que se convirtió en un himno de su carrera artística: "Soy una feria", que da título al LP. Pero hay que destacar un soneto de Benítez Carrasco al que puso música Juan Solano: "Puente de olvido", y un tema dedicado a Málaga, además de una canción escrita para Gracia Montes por Julio Iglesias: "¡Vete ya!"
En 1976 se editó un nuevo LP, bajo el título de "Claveles en mayo", con temas escritos por Rafael de León y musicados por Juan Solano. Hay que destacar en este LP la orquestación que realza las letras del poeta sevillano. "Tormento", "Hace tiempo yo sabía..." o "¡José María...!" son temas que forman parte del álbum, además del tema que da título al vinilo. Un año más tarde, la artista regresa a sus raíces más andaluzas con un LP que se titula "Nos parió Andalucía", con temas flamencos escritos por José María Jiménez, Bazán y García Tejero, entre otros. Interpreta cantes por soleá con cantiña de remate, tangos, varios fandangos, verdiales, alegrías y una serrana, todos ellos acompañados a la guitarra por el genuino Paco Cepero.
En agosto de ese mismo año, apareció en el programa de coplas de TVE Cantares grabado en el madrileño tablao Corral de la Pacheca. En él interpretó la rumba "Soy una feria", el pasodoble "Cariá, la Sanluqueña", y el "Poema de mi soledad" y su himno "Sevilla lleva el compás". El vestuario fue diseñado por Manuel Pertegaz.
En 1979, debido a un no entendimiento entre Gracia Montes y la casa discográfica Columbia, lanza un nuevo LP, "Sueño y Pasión", con el sello discográfico Ámbar, con temas acordes a los nuevos tiempos y aires más modernos sin dejar atrás su sello andaluz. Bazán, García Tejero, José Miguel Évoras, Ruiz Venegas y José Feliciano son los autores de los temas incluidos en este álbum. Destacan unas cantiñas de Cádiz: "Flor de papel"; la habanera "Niña colombina" y "Tú me hueles a flores". Otros títulos son "Madre de un sueño" o  "Acaso no fui yo". Pero a pesar de la madurez de su voz, este disco no recibió ningún tipo de promoción y pasó inadvertido para el público.
En 1980, la misma casa discográfica lanza un nuevo LP de sevillanas, esta vez, rocieras. En él hay que resaltar "Amores locos", "Te mira la niña" y sobre todo "Viene Triana" y "Farolillos encendidos". Estas últimas cantan una historia de amor ambientada en la Feria de Abril de Sevilla. Este LP sí gozó de gran popularidad. En la actualidad aún se escuchan "A la Virgen del Rocío le gustan las sevillanas..." interpretadas por Coros Rocieros, aunque fueron escritas por José Feliciano para Gracia Montes.
Tras una ausencia de tres años, regresa a la discográfica Columbia con un nuevo disco que incluye los poemas de Manuel Alejandro "Cuando un amor se termina" y "Cuando digo tu nombre"; rumbas como "Naranja y limón" y "Si supieras..." y unas bulerías, "Agua de paso", del genial escritor que firmaba como De la Oliva, autor de las célebres "Carceleras del Puerto". En este álbum, Gracia Montes interpreta con su excepcional voz y su afianzada personalidad un vals peruano de Chabuca Granda: "Caballo de paso", que lo presentó en el programa presentado por el periodista José María Íñigo en La 2 de TVE: Estudio abierto.
Tras unos años, cuando la televisión autonómica andaluza comenzaba su emisión (1988-1989), el periodista Carlos Herrera presenta el programa Las coplas, con una orquestación dirigida por el maestro Eduardo Leyva. Gracia Montes interpreta: "Cariá la Sanluqueña", "Poema de mi soledad", "Claveles en mayo" y "Palabritas en el viento". Al piano, hace un repaso de sus clásicos: "Soy una feria", "La lumbre de tu cigarro" y "Romero", todas ellas escritas para ella por Juan Solano, quién interviene en el programa en el final de la primera parte del programa. El 27 de abril de 1988 se celebra en Madrid el concierto conjunto ¡Viva la tonadilla! con
Gracia Montes, Juana Reina y Marifé de Triana, un homenaje al maestro Manuel López-Quiroga.
Dos años más tarde, vuelve al estudio para preparar un nuevo LP, esta vez con la discográfica sevillana Senador, con temas escritos para ella por Rafael Rabay, Bazán, Moradiellos y Pineda Novo. Además incluye una versión de la zambra escrita para Gracia de Triana en 1945 "No me quieras tanto", por Quintero, León y Quiroga. Este álbum incluye pasodobles como "La copla sigue adelante" o "Pastora Pavón", dedicado a la maestra del cante flamenco. Aparece una rumba de temática sevillana: "Niña mía"; canciones de amor como "A rienda suelta" o "El amor somos tú y yo", además de "Una barca llamada España", con aires de bulería. Con este disco interviene en el programa: ¡Querida Concha! presentado por Concha Velasco y Sabor a Lolas, junto a Lola Flores y su hija Lolita Flores.
También grabó una maqueta de un villancico compuesto para ella por Rafael Rabay, "Cantemos al Niño", que finalmente no se incluyó en ningún disco, pero fue estrenado en una actuación en el programa de Telecinco Se acabó la siesta, presentado por Laura Valenzuela, en 1992.
Su último trabajo, "A ti, madre", editado por la citada discográfica sevillana en el 2002, contiene revisiones de temas de su discografía como "Cariá, la Sanluqueña" o "Palitos de Ron", así como versiones de "Puerto Camaronero", "La Falsa Moneda" o "España Canta", clásicos de Estrellita Castro e Imperio Argentina.
En 2006 Gracia Montes es hospitalizada de urgencia, debido a un aneurisma cerebral, del que se recuperó total y satisfactoriamente. En 2016 se publica el documental "Gracia Montes, la voz de cristal", dirigido por Jesús Peña, en el que participan diversos artistas en homenaje a Gracia Montes; realizado en el año 2016 cuenta con guion y redacción de Juliana López, la colaboración del Ayuntamiento de Lora del Río, así como la cesión de material gráfico por parte de los investigadores Álvaro Beltrán y Jacob Benjumea.

## Muerte
Falleció el 2 de junio de 2022 en su casa de la calle Asunción, en Sevilla, a los 86 años de edad. Fue enterrada en el cementerio municipal de San Sebastián, en Lora del Río.

## Distinciones honoríficas
- Hija Predilecta de la Provincia de Sevilla (23 de mayo de 2009).[31]
- Hija Predilecta de la Villa de Lora del Río (5 de junio de 2011).[32]
- Plaza con su nombre en Lora del Río (con un busto de ella).
- Calle con su nombre en Chipiona, lugar donde siempre veraneaba, cerca de Juana Reina.